# Codex Petropolitanus
Codex Petropolitanus designado por Π ou 041 (Gregory-Aland), ε 73 (von Soden), é um manuscrito uncial grego dos quatro evangelhos, datado pela paleografia como sendo do século IX.
Actualmente acha-se no Biblioteca Nacional da Rússia (Gr. 34) em São Petersburgo.

## Descoberta
Contém 350 folhas (14.5 x 10.5 cm) dos quatro evangelhos, e foi escrito com uma coluna por página, contendo 21 linhas cada. Ele contém spiritus asper, spiritus lenis  e acentos.
Lacunas
Mateus 3:12-4:17; 19:12-20:2; Lucas 1:76-2:18; João 6:15-35; 8:6-39; 9:21-10:3. Os textos de Marcos 16:18-20 e João 21:22-25 foram fornecidos por miniaturistas de antes do século XII.
Contém tábulas de κεφαλαια (antes do Evangelho de Marcos), as Seções Amonianas e os Cânones Eusebianos.

## Texto
O texto grego desse códice é um representante do Texto-tipo Bizantino. Aland colocou-o na Categoria V.